# Poecilmitis psyche
Poecilmitis psyche is een vlinder uit de familie van de Lycaenidae. De wetenschappelijke naam van de soort is voor het eerst geldig gepubliceerd in 1966 door Pennington.